# Mortjärnen, Västerbotten
Mortjärnen är en sjö i Vindelns kommun i Västerbotten och ingår i Umeälvens huvudavrinningsområde. Sjön har en area på 0,0773 kvadratkilometer och ligger 165,4 meter över havet.

## Delavrinningsområde
Mortjärnen ingår i det delavrinningsområde (714187-168264) som SMHI kallar för Mynnar i Vindelälvens vattendragsyta. Medelhöjden är 222 meter över havet och ytan är 21,92 kvadratkilometer. Räknas de 40 avrinningsområdena uppströms in blir den ackumulerade arean 388,89 kvadratkilometer. Hjuksån som avvattnar avrinningsområdet har biflödesordning 3, vilket innebär att vattnet flödar genom totalt 3 vattendrag innan det når havet efter 100 kilometer. Avrinningsområdet består mestadels av skog (84 procent). Avrinningsområdet har 0,08 kvadratkilometer vattenytor vilket ger det en sjöprocent på 0,4 procent.